# طاش فراش
طاش فراش كان ضابطًا عسكريًا تركيًا في الدولة الغزنوية في منتصف القرن الحادي عشر. وُصف بأنه حاجب السلطان الغزنوي مسعود الأول. في عام 1031، عيّنه مسعود الأول حاكمًا على الجبال. في عام 1033، أُرسل طاش فراش في حملة إلى الري ضد التركمان، الذين كانوا يُحدثون اضطرابات في المنطقة؛ وتمكّن طاش فراش من هزيمة التركمان وإعدام 50 من زعمائهم، ومن بينهم زعيم بارز يُدعى يغمور. إلا أن ظلم طاش فراش لأهل الجبال جعل مسعود الأول يُعين أبا سهل الحمدوي [الإنجليزية]
 حاكمًا على المنطقة بدلًا منه. أُرسل طاش فراش لاحقًا في حملة أخرى ضد التركمان، لكنه هُزم وقُتل على أيديهم في وقت ما في منتصف ثلاثينيات القرن الحادي عشر.